# Abdur-Rahman Scheref

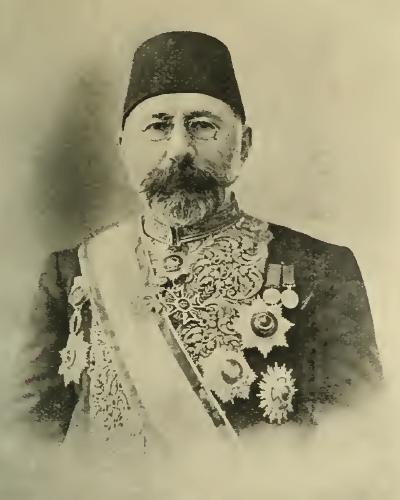
Abdur-Rahman Scheref

Abdur-Rahman Scheref (türkisch Abdurrahman Şeref; * 1853 in Istanbul; † 1925 ebenda) war ein türkischer Historiker und Politiker.

## Leben
Abdur-Rahman Scheref war ein Sohn des in Tophane tätigen Buchprüfers Hasan Efendi. Er besuchte das Galatasaray-Gymnasium in Istanbul und machte dort 1873 seinen Abschluss. Später wurde er Geschichtslehrer an dieser Eliteschule und fungierte von 1894 bis 1908 als ihr Direktor. Unter dem Sultan Abdülhamid II. wurde er 1908 Unterrichtsminister. Im April 1909 wurde er zum letzten offiziellen Chronisten des Osmanischen Reichs ernannt und übte dieses Amt bis zur Abschaffung des Sultanats im November 1922 durch Mustafa Kemal Atatürk aus. Zuvor war er im Herbst 1918 Minister für religiöse Stiftungen und im November 1919 erneut Unterrichtsminister geworden. 1910 hatte er die Gesellschaft für osmanische Geschichte gegründet, deren ständiger Präsident er war. 1923 wurde er zum Mitglied der Großen Nationalversammlung der Türkei gewählt. Ferner leitete er den Türkischen Roten Halbmond. 1925 starb er im Alter von 72 Jahren in Istanbul.
Abdur-Rahman Scheref verfasste die erste türkische wissenschaftliche Darstellung der Geschichte des Osmanischen Reichs. Er versuchte dabei, insbesondere die mit 1839 einsetzende Reformperiode des Tanzimat pragmatisch zu beschreiben und stellte hierbei auch eigene Forschungen an. Eine gekürzte Ausgabe dieses historischen Werks ließ Atatürk im Schulunterricht einsetzen. Darüber hinaus veröffentlichte Abdur-Rahman Scheref eine säkularistisch-aufklärerisch gehaltene Weltgeschichte, die für traditionsbewusste türkische Leser bestimmt war. Seit 1910 war er auch der Herausgeber einer historischen Zeitschrift.